# 한성여자고등학교
한성여자고등학교(漢城女子高等學校)는 대한민국 서울특별시 성북구 삼선동2가에 위치한 사립 고등학교이다.

## 학교 연혁
- 1945년 9월 25일 : 설립자 김의형 박사 경성여자기예학교 인수
- 1945년 10월 5일 : 한성고등여학교 개교, 한성고등여학교 재단 설립
- 1946년 4월 9일 : 한성고등여학교 6년제 12학급 인가
- 1946년 7월 5일 : 한성여자중학교로 교명 변경
- 1951년 8월 11일 : 학제 변경으로 한성여자중학교와 한성여자고등학교로 분리, 각 6학급 300명 인가
- 1952년 5월 31일 : 한성여자중·고등학교 교장에 김의형 박사 취임
- 1953년 1월 21일 : 재단법인 한성학원 설립 인가 (문교부 문화 제1665호)
- 1953년 1월 21일 : 한성학원 초대 이사장에 설립자 김의형 박사 취임
- 1958년 12월 20일 : 고등학교 신축교사 준공 (現 한성대학교 진리관 건물)
- 1964년 1월 24일 : 재단법인을 학교법인으로 조직 개편
- 1986년 8월 12일 : 한성여자중·고등학교와 한성대학 간 교사 이전
- 2002년 7월 6일 : 정보센터 증축 준공
- 2018년 9월 1일 : 제20대 이장한 교장 중임
- 2020년 2월 11일 : 제23대 이종훈 이사장 취임

## 참고 자료
- 한성여자고등학교 - 한국교육학술정보원 학교알리미